# 谷崎早耶
谷崎 早耶（たにざき さや、1999年10月7日 - ）は、日本のアイドル。指原莉乃プロデュースの女性アイドルグループ・≠MEのメンバーである。熊本県出身。愛称は、さややん。代々木アニメーション学院所属。

## 略歴
高校卒業後、≠MEに加入する前の1年間はグッズ販売のアルバイトをしていた。

### ≠ME時代
2019年2月24日、プロデューサーの指原莉乃がプロデュースする=LOVEの姉妹グループ「≠ME」のメンバーとなったことが発表される。
2020年9月13日、個人Instagramを開設。同年12月28日、夜景観光士検定3級を取得したことを発表。
2021年7月14日、1stシングル「君はこの夏、恋をする」収録曲「超絶ヒロイン」で初のセンターを務めた。
2023年9月30日、幕張メッセで行われたRakuten Girls Award 2023 AUTUMN/WINTERに出演し、初ランウェイ。同年10月7日、個人TikTokを開設。

## 人物
- 愛称は、さややん[1]。
- さやうさというオリジナルキャラクターがいる[8][9]。
- メンバーカラーは白とピンク。
- 特技はウインク[1]、アクロバット[10]。
- 好きなお菓子はグミ[1]。
- 好きなアイドルはNMB48[1][2]。山本彩の握手会に通っていた[2]。憧れているメンバーとして渡辺美優紀をあげている[1]。
- 高校生の頃からラブライブ!シリーズが好き[10][2]。推しメンはキャラクターだとμ's・南ことりとAqours・黒澤ルビィ、声優だと南條愛乃と逢田梨香子をあげている[10]。
- 夜景観光士検定3級を取得している[11]。

## 出演

### テレビ番組
- 御社でインターンよろしいでしょうか？（BS-TBS）
  - 2023年6月10日 - #41 ぎょうざの満洲でインターン
  - 2023年10月14日 - #49 頑張るアイドル一挙見せますSP
  - 2023年11月25日 - #52 タピオカだけじゃない!貢茶(ゴンチャ)の秘密
  - 2023年12月25日 - #54 未公開&クリスマスプレゼント大放出SP
- ゲーム真面目さん（2023年8月31日深夜、テレビ東京系列） - 鈴木瞳美、冨田菜々風と共に。
- これ余談なんですけど…（2023年9月20日、ABCテレビ） - アシスタント
- ゲームズ・ボンド（テレビ朝日） 
  - 2023年9月25日 - 鈴木瞳美と共に。
  - 2023年12月25日 - 鈴木瞳美、本田珠由記と共に。
- ザキ山小屋 別館（2023年12月8日 - 、ABCテレビ）

### テレビドラマ
- もしも、この気持ちを恋と呼ぶなら…。（2022年9月24日、ABCテレビ） - 小暮紗世 役[12]

### ラジオ
現在のレギュラー番組
- ≠MEの半蔵門発 ノイミー行き!!（AuDee） - 冨田菜々風と共にパーソナリティ。
  - 1stシーズン（2021年4月7日 - 2021年4月28日） - 全4回
  - 2ndシーズン（2021年7月14日 - 2021年8月4日） - 全4回
  - 3rdシーズン（2021年11月10日 - 2022年1月26日） - 全12回
  - 4thシーズン（2022年2月16日 - 2022年5月4日） - 全12回
  - 5thシーズン（2022年8月3日 - 2022年10月19日） - 全12回
  - 6thシーズン（2022年11月23日 - 2023年2月8日） - 全12回
  - 7thシーズン（2023年4月12日 - 2023年6月28日） - 全12回。このシーズンまで毎週水曜日23時配信。
  - 8thシーズン（2023年9月6日 - 2023年11月22日） - 全12回。このシーズンより毎週水曜日7時配信。
  - 9thシーズン（2023年12月20日 - 2024年3月6日） - 全12回
  - 10thシーズン（2024年3月20日 - 2024年6月12日） - 全12回
- イマドキッキャンパスナイト（2023年10月1日 - 、MBSラジオ） - 中川紅葉と共にMC。学籍番号002番。[13]

過去のレギュラー番組
- オレたちゴチャ・まぜっ!〜集まれヤンヤン〜（2021年4月25日 - 2022年4月17日、MBSラジオ） - ヤンヤンガールズ13期生
- 犬さやの遠吠え!やってまーす（2022年4月22日 - 2023年3月30日、MBSラジオ） - パーソナリティ

### イベント
- Rakuten Girls Award
  - 2023 AUTUMN/WINTER（2023年9月30日、幕張メッセ）[14]
  - 2024 AUTUMN/WINTER（2024年10月19日、幕張メッセ）[15]
- 町中華フェスin豊洲（2023年11月3日、アーバンドックららぽーと豊洲） - 「御社でインターンよろしいでしょうか？」インターン生代表として[16]。

### その他
- RKK熊本放送 番組PRキャラクター「3ch応援隊」

## モデル活動

### モデル
- Honey Cinnamon 2020 Spring Collection（2019年12月18日） - =LOVE・大谷映美里と共に起用された[17]。
- Ank Rouge
  - 2020 Neo Casual SS collection vol.5（2020年5月15日） - 鈴木瞳美と共に起用された。
  - 2020 Neo Casual AW collection vol.2（2020年8月7日） - 菅波美玲と共に起用された。
  - 2021 Girly Spring collection vol.1（2021年1月8日）
  - 2021 Girly Spring collection vol.2（2021年2月5日）
  - 2021 Girly Spring collection vol.3（2021年3月5日）
  - 2021 Girly Spring collection vol.4（2021年4月9日）
  - 2021 Girly Spring collection vol.5（2021年5月14日）
  - 2021 Girly Summer collection vol.1（2021年6月4日）
  - 2021 Girly Autumn collection vol.2（2021年8月6日）
  - 2021 Girly Autumn collection vol.3（2021年9月3日）
  - 2021 Girly Winter collection vol.2（2021年12月3日）
  - 2023 SS Collection vol.4~Shiny~（2023年4月7日）
  - 2023 AW Collection vol.1 【 Diner♡Girl 】（2023年7月7日）
- LODISPOTTO 2021 Spring Collection （2021年1月22日） - 鈴木瞳美と共に起用された[18]。

### コラボ商品
- Ank Rouge 
  - 2021年7月21日 - ワンピース、Tシャツ、iPhoneケースの3種類[19][20][21]。

## 書籍

### 雑誌
- BOMB（ワン・パブリッシング）
  - 2019年11月号（2019年10月9日）
  - 2021年8月号（2021年7月9日） - 尾木波菜、蟹沢萌子、冨田菜々風と共に。
  - 2021年12月号（2021年11月9日） - 鈴木瞳美、冨田菜々風、永田詩央里と共に。
  - 2022年9月号（2022年8月8日） - 尾木波菜、菅波美玲と共に。
  - 2022年12月号（2022年11月9日） - 蟹沢萌子、櫻井もも、菅波美玲、鈴木瞳美、冨田菜々風と共に。
  - 2023年5月号（2023年4月7日） - 蟹沢萌子、鈴木瞳美、冨田菜々風と共に。
  - 2023年10月号（2023年9月8日） - 蟹沢萌子、鈴木瞳美、冨田菜々風と共に。
- 週刊プレイボーイ（集英社）
  - 2019年44号（2019年10月21日） - =LOVE・大谷映美里と共に[22]。
  - 2021年13号（2021年3月15日）
  - 2022年38号（2022年8月26日） - 菅波美玲と共に。
- Platinum FLASH Vol.11（2019年11月21日、光文社）
- BUBKA（白夜書房）
  - 2020年5月号（2020年3月31日）
  - 2020年6月号（2020年4月30日）
  - 2021年1月号（2020年11月30日） - 蟹沢萌子、鈴木瞳美、冨田菜々風と共に。
- ≠PRESS 2020 DECEMBER（2020年12月号、HUSTLE PRESS）
- BIG ONE GIRLS（近代映画社）
  - 2021年9月号（2021年7月31日） - 菅波美玲、鈴木瞳美と共に。
  - 2022年9月号（2022年7月29日） - 川中子奈月心、菅波美玲、冨田菜々風と共に。
- BRODY（白夜書房）
  - 2021年12月号（2021年10月22日） - 尾木波菜、蟹沢萌子、冨田菜々風と共に。
  - 2022年4月号（2022年2月22日） - 菅波美玲、鈴木瞳美、冨田菜々風と共に。
- シティ情報Fukuoka（株式会社シティ情報ふくおか）
  - 2023年6月号（2023年5月28日） - 冨田菜々風と共に。
  - 2024年10月号（2024年9月28日） - 本田珠由記と共に。表紙・インタビュー掲載。